# Ion Oblemencostadion
Het Ion Oblemencostadion is een stadion in Craiova, een stad in Roemenië. Het werd geopend op 10 november 2017. Er is plaats voor 30.983 toeschouwers. De voetbalclub Universitatea Craiova maakt gebruik van het stadion.

## Historie
Dit stadion maakte plaats voor het oude stadion met dezelfde naam, Ion Oblemencostadion. Dat oude stadion werd gesloten in 2014 en een jaar later afgebroken. Dit nieuwe stadion werd daarna geopend in 2017 met een openingswedstrijd tussen Universitatea Craiova en Slavia Praag, en eindigde in een 0–4 overwinning voor Slavia Praag. De eerste competitiewedstrijd volgde op 18 november met een wedstrijd tegen Juventus București.

## Interlands
| Datum         | Thuisteam | Uitslag | Uitteam | Competitie        | Toeschouwers | Onderling resultaat |
| ------------- | --------- | ------- | ------- | ----------------- | ------------ | ------------------- |
| 27 maart 2018 | Roemenië  | 1 – 0   | Zweden  | Vriendschappelijk | 20.000       | onderling resultaat |